# Bonabé
L'estació d'esquí nòrdic Bonabé està a la Vall d'Àneu al Pallars Sobirà, al curs alt del riu Noguera Pallaresa. L'estació sembla que va tancar cap a l'any 2000 per falta de neu. Aquesta estació està situada a 1.300 metres d'altitud, inhabitual a diferència de la resta d'estacions d'esquí del Pirineu.
A la part baixa de l'estació, hi ha un refugi (el Fornet) el qual s'ha reobert i disposa de serveis.
En diverses ocasions s'ha plantejat la reobertura de l'estació, però s'ha vist que el projecte era inviable.
L'estació es troba en un entorn privilegiat dels Pirineus, molt verge i amb unes muntanyes que superen els 2.800 metres d'altitud (Mont Roig, o Mont Valier).
Bonabé també és el nom del bosc que hi ha a la zona de damunt de Borda de Perosa. Antigament hi havia hagut una mina de la que s'havia extret plom i zinc, se la coneix per mina de Bonabé.